# تپه گوزلر
تپه گوزلر مربوط به هزاره اول قبل از میلاد است و در شهرستان تکاب، بخش مرکزی، دهستان انصار، روستای حاجی بابا علیا واقع شده و این اثر در تاریخ ۷ اسفند ۱۳۸۵ با شمارهٔ ثبت ۱۷۶۶۱ به‌عنوان یکی از آثار ملی ایران به ثبت رسیده است.